# Jean-Paul Parayre
Jean-Paul Parayre, né le 5 juillet 1937 à Lorient (Morbihan), est un chef d'entreprise français.

## Biographie
Jean-Paul Parayre est polytechnicien et ingénieur des ponts et chaussées.
Après une carrière au sein des cabinets ministériels et des directions ministérielles de 1967 à 1974 (il est notamment délégué interministériel pour la télévision en couleur en 1971-1974, membre du Haut Conseil de l'audiovisuel), Jean-Paul Parayre rejoint le secteur privé.
Il a présidé le premier groupe privé français PSA Peugeot Citroën (1977-1984). Il est l'initiateur du rachat de Chrysler Europe à la veille du Second choc pétrolier, qui mènera le groupe au bord du gouffre. On lui doit toutefois le lancement des projets 205 et BX, qui relanceront les marques Peugeot et Citroën peu après son départ. Il est resté membre du Conseil de Surveillance de PSA et a fait partie du comité restreint qui a choisi Christian Streiff en 2006.
Il devient directeur général puis président du directoire de la société Dumez (1984-1990) - groupe dont il a épousé la fille d'un fondateur (Chaufour) -, et organise la fusion avec Lyonnaise des eaux qui donne naissance à Lyonnaise des eaux-Dumez (1990-1992), dont il devient le vice-président. C'est cependant un semi-échec pour sa carrière : il ne parviendra pas à prendre la présidence de l'ensemble à Jérôme Monod. À cette époque, il est l'un des hommes clé de la négociation du TransManche Link (TML) qui deviendra le projet Eurotunnel.
Il est actuellement[Quand ?] président du conseil de surveillance de la société parapétrolière Vallourec (depuis 2000), membre du conseil de surveillance de PSA Peugeot Citroën
et du conseil d’administration de Stena International et administrateur de Bolloré (2007).
Il est également vice-président directeur général du groupe Bolloré (1994-1999), et notamment PDG de sa filiale portuaire Saga.
Il est chargé de la mise en redressement judiciaire de la compagnie Air Liberté au sein du groupe Bolloré (septembre 1996) ce qui permettra sa revente à British Airways en 1997.